# Futari no Hokkaidō
Singles de Country Musume
Yuki Geshiki
(1999)
Futari no Hokkaidō (二人の北海道, ou Hokkaido, Hokkaidou) est le 1er single du groupe de J-pop Country Musume, sorti en 1999, seul disque de la formation originale.

## Présentation
Le single, produit par le chanteur Yoshitake Tanaka, sort le 23 juillet 1999 au Japon sur le label zetima en distribution limitée, le même jour que le premier single du groupe affilié Coconuts Musume. La chanson-titre, écrite par la chanteuse Chisato Moritaka et composée par Tsunku, figurera sur le premier album du groupe, Country Musume Daizenshū 1 qui sortira deux ans et demi plus tard fin 2001, puis sur les compilations Country Musume Daizenshū 2 de 2006 et Country Musume Mega Best de 2008.
La chanson en "face B", Morning Gyūnyū ("lait du matin") est une reprise, dans une version mélangeant country et rap, de la chanson Morning Coffee ("café du matin") parue début 1998 sur le premier single du groupe affilié Morning Musume, écrite et composée par Tsunku (Coconuts Musume reprend au même moment une autre chanson d'un single du même groupe en "face B" de son propre single).
Une semaine avant la sortie du single, l'une des trois chanteuses, Hiromi Yanagihara, décède dans un accident de voiture ; sa famille accepte que le disque sorte quand même. Une autre, Azusa Kobayashi, quitte le groupe peu après. Celle qui reste, Rinne, interprètera seule les deux singles suivants.

## Membres
- Rinne
- Azusa Kobayashi
- Hiromi Yanagihara

## Liste des titres
1. Futari no Hokkaidō (二人の北海道?)
2. Morning Gyūnyū (モーニング牛乳?)
3. Futari no Hokkaidō (instrumental) (二人の北海道...?)